# Perioda (fyzika)
Perioda je ve fyzice fyzikální veličina, která udává dobu trvání jednoho opakování periodického děje. Perioda tedy označuje dobu potřebnou k tomu, aby se systém dostal zpět do výchozího stavu.

## Značení
- Symbol veličiny: {\displaystyle T}
- Základní jednotka SI: sekunda, značka jednotky: s
- Další jednotky: viz čas

## Vztah k jiným veličinám
Mezi frekvencí {\displaystyle f} a periodou {\displaystyle T} platí vztah
{\displaystyle f={\frac {1}{T}}}

Při popisu kmitání a vlnění se používá také úhlová frekvence (úhlový kmitočet) {\displaystyle \omega }, tzn.
{\displaystyle T={\frac {2\pi }{\omega }}}
Mezi periodou {\displaystyle T} a vlnovou délkou {\displaystyle \lambda } platí vztah
{\displaystyle T={\frac {\lambda }{v}}},
kde {\displaystyle \lambda } je vlnová délka a {\displaystyle v} je fázová rychlost.